# Madrid Challenge by La Vuelta 2021
La Madrid Challenge by La Vuelta 2021, settima edizione della corsa e valevole come quindicesima prova dell'UCI Women's World Tour 2021 categoria 2.WWT, si svolse dal 2 al 5 settembre 2021 su un percorso di 341,3 km, suddiviso in quattro tappe, con partenza da Cabeza de Manzaneda e arrivo a Santiago di Compostela, in Spagna. La vittoria fu appannaggio dell'olandese Annemiek van Vleuten, la quale completò il percorso in 8h40'18", alla media di 39,358 km/h, precedendo le svizzere Marlen Reusser e Elise Chabbey.
Sul traguardo di Santiago di Compostela 111 cicliste, su 137 partite da Cabeza de Manzaneda, portarono a termine la competizione.

## Tappe
| Tappa  | Data        | Percorso                                                      | km    | Vincitore di tappa   | Leader cl. generale  |
| ------ | ----------- | ------------------------------------------------------------- | ----- | -------------------- | -------------------- |
| 1ª     | 2 settembre | Cabeza de Manzaneda > A Rúa                                   | 118,7 | Marlen Reusser       | Marlen Reusser       |
| 2ª     | 3 settembre | Cabeza de Manzaneda > Cabeza de Manzaneda (cron. individuale) | 7,3   | Annemiek van Vleuten | Marlen Reusser       |
| 3ª     | 4 settembre | Cabeza de Manzaneda > O Pereiro de Aguiar                     | 107,9 | Annemiek van Vleuten | Annemiek van Vleuten |
| 4ª     | 5 settembre | As Pontes de García Rodríguez > Santiago di Compostela        | 107,4 | Lotte Kopecky        | Annemiek van Vleuten |
| Totale | Totale      | Totale                                                        | 341,3 |                      |                      |

## Squadre e corridori partecipanti
| N.      | Cod. | Squadra                   |
| ------- | ---- | ------------------------- |
| 1-6     | SDW  | Team SD Worx              |
| 11-16   | MOV  | Movistar Team Women       |
| 21-26   | TFS  | Trek-Segafredo            |
| 31-36   | FDJ  | FDJ Nouvelle-Aquitaine    |
| 41-46   | LIV  | Liv Racing                |
| 52-56   | ALE  | Alé BTC Ljubljana         |
| 61-66   | CSR  | Canyon-SRAM Racing        |
| 71-76   | JVW  | Jumbo-Visma Women Team    |
| 81-85   | BEX  | Team BikeExchange         |
| 91-96   | DSM  | Team DSM                  |
| 101-106 | WNT  | Ceratizit-WNT Pro Cycling |
| 111-116 | VAL  | Valcar-Travel & Service   |

| N.      | Cod. | Squadra                         |
| ------- | ---- | ------------------------------- |
| 121-126 | TIB  | Team Tibco-SVB                  |
| 131-136 | MAT  | Massi-Tactic Women Team         |
| 141-146 | EIC  | Eneicat-RBH Global              |
| 151-156 | BPK  | BePink                          |
| 161-166 | ILP  | InstaFund La Prima              |
| 171-176 | WCS  | Women Cycling Team              |
| 181-186 | HPU  | Team Coop-Hitec Products        |
| 191-196 | BDU  | Bizkaia Durango                 |
| 201-206 | FAR  | Team Farto-BTC                  |
| 211-216 | SWT  | Sopela Women's Team             |
| 221-226 | RMC  | Rio Miera-Cantabria Deporte     |
| 231-236 | LKF  | Laboral Kutxa Fundación Euskadi |

## Dettagli delle tappe

### 1ª tappa
- 2 settembre: Cabeza de Manzaneda > A Rúa – 118,7 km

Risultati
| Pos. | Corridore      | Squadra | Tempo    |
| ---- | -------------- | ------- | -------- |
| 1    | Marlen Reusser | Alé     | 3h07'46" |
| 2    | Coryn Labecki  | DSM     | a 22"    |
| 3    | Elise Chabbey  | Canyon  | s.t.     |

| Pos. | Corridore      | Squadra | Tempo    |
| ---- | -------------- | ------- | -------- |
| 1    | Marlen Reusser | Alé     | 3h07'36" |
| 2    | Coryn Labecki  | DSM     | a 26"    |
| 3    | Elise Chabbey  | Canyon  | a 28"    |

### 2ª tappa
- 3 settembre: Cabeza de Manzaneda > Cabeza de Manzaneda – Cronometro individuale – 7,3 km

Risultati
| Pos. | Corridore            | Squadra  | Tempo  |
| ---- | -------------------- | -------- | ------ |
| 1    | Annemiek van Vleuten | Movistar | 19'08" |
| 2    | Marlen Reusser       | Alé      | a 20"  |
| 3    | Marta Cavalli        | FDJ      | a 28"  |

| Pos. | Corridore            | Squadra  | Tempo    |
| ---- | -------------------- | -------- | -------- |
| 1    | Marlen Reusser       | Alé      | 3h27'03" |
| 2    | Pauliena Rooijakkers | Liv      | a 1'36"  |
| 3    | Annemiek van Vleuten | Movistar | a 1'39"  |

### 3ª tappa
- 4 settembre: Cabeza de Manzaneda > O Pereiro de Aguiar – 107,9 km

Risultati
| Pos. | Corridore            | Squadra  | Tempo    |
| ---- | -------------------- | -------- | -------- |
| 1    | Annemiek van Vleuten | Movistar | 2h41'53" |
| 2    | Liane Lippert        | DSM      | a 2'48"  |
| 3    | Kat. Niewiadoma      | Canyon   | s.t.     |

| Pos. | Corridore            | Squadra  | Tempo    |
| ---- | -------------------- | -------- | -------- |
| 1    | Annemiek van Vleuten | Movistar | 6h10'25" |
| 2    | Marlen Reusser       | Alé      | a 1'34"  |
| 3    | Elise Chabbey        | Canyon   | a 3'20"  |

### 4ª tappa
- 5 settembre: As Pontes de García Rodríguez > Santiago di Compostela – 107,4 km

Risultati
| Pos. | Corridore            | Squadra | Tempo    |
| ---- | -------------------- | ------- | -------- |
| 1    | Lotte Kopecky        | Liv     | 2h29'37" |
| 2    | Elisa Longo Borghini | Trek    | s.t.     |
| 3    | Anna Henderson       | Jumbo   | a 4"     |

| Pos. | Corridore            | Squadra  | Tempo    |
| ---- | -------------------- | -------- | -------- |
| 1    | Annemiek van Vleuten | Movistar | 8h40'18" |
| 2    | Marlen Reusser       | Alé      | a 1'34"  |
| 3    | Elise Chabbey        | Canyon   | a 3'12"  |

## Evoluzione delle classifiche
| Tappa              | Vincitore            | Classifica generale Maglia rossa | Classifica a punti Maglia verde | Classifica a squadre |
| ------------------ | -------------------- | -------------------------------- | ------------------------------- | -------------------- |
| 1ª                 | Marlen Reusser       | Marlen Reusser                   | Marlen Reusser                  | Alé BTC Ljubljana    |
| 2ª                 | Annemiek van Vleuten | Marlen Reusser                   | Marlen Reusser                  | Alé BTC Ljubljana    |
| 3ª                 | Annemiek van Vleuten | Annemiek van Vleuten             | Marlen Reusser                  | Canyon-SRAM Racing   |
| 4ª                 | Lotte Kopecky        | Annemiek van Vleuten             | Lotte Kopecky                   | Canyon-SRAM Racing   |
| Classifiche finali | Classifiche finali   | Annemiek van Vleuten             | Lotte Kopecky                   | Canyon-SRAM Racing   |

## Classifiche finali

### Classifica generale - Maglia rossa
| Pos. | Corridore            | Squadra  | Tempo    |
| ---- | -------------------- | -------- | -------- |
| 1    | Annem. van Vleuten   | Movistar | 8h40'18" |
| 2    | Marlen Reusser       | Alé      | a 1'34"  |
| 3    | Elise Chabbey        | Canyon   | a 3'12"  |
| 4    | Marta Cavalli        | FDJ      | a 3'30"  |
| 5    | Liane Lippert        | DSM      | a 3'59"  |
| 6    | Kat. Niewiadoma      | Canyon   | a 4'04"  |
| 7    | Elisa Longo Borghini | Trek     | a 4'13"  |
| 8    | Floortje Mackaij     | DSM      | a 4'38"  |
| 9    | Kata Blanka Vas      | SD Worx  | a 4'57"  |
| 10   | Pauliena Rooijakkers | Liv      | a 7'58"  |

### Classifica a punti - Maglia verde
| Pos. | Corridore            | Squadra | Punti |
| ---- | -------------------- | ------- | ----- |
| 1    | Lotte Kopecky        | Liv     | 38    |
| 2    | Elisa Longo Borghini | Trek    | 34    |
| 3    | Marlen Reusser       | Alé     | 32    |
| 4    | Anna Henderson       | Jumbo   | 31    |
| 5    | Elise Chabbey        | Canyon  | 29    |

### Classifica a squadre
| Pos. | Squadra             | Tempo     |
| ---- | ------------------- | --------- |
| 1    | Canyon-SRAM Racing  | 26h17'33" |
| 2    | Movistar Team Women | a 1'43"   |
| 3    | Alé BTC Ljubljana   | a 3'33"   |
| 4    | Trek-Segafredo      | a 5'57"   |
| 5    | Team SD Worx        | a 6'36"   |